# دیزنی اکس‌دی
(به انگلیسی: Disney XD  یا دیزنی اکس دی) یک شبکهٔ تلویزیونی ماهواره‌ای آمریکایی است. این شبکه در سال ۲۰۰۹ آغاز به کار کرد و موارد قابل پخش آن، انیمیشن و کارتون ها  را شامل می‌شود.